# 多文化教育
多文化教育（たぶんかきょういく、英語:Multicultural Education）とは、あらゆる社会階級、人種、文化、ジェンダー集団出身の生徒たちが、平等な学習機会をもてるように学校や他の教育機関をつくり変えるための「教育改革運動」であり、同時に、すべての生徒がより民主的な価値観、信念、また文化を超えて機能するために必要な知識、スキル、態度を育てられるように支援するための「教育実践」である。共通する部分の少なくないグローバル教育が地球規模の視点からよりミクロな文化、そして自分自身を考えていくのに対して、自分自身から出発してよりマクロな文化、世界へと視点が移動するのが多文化教育である。日本において多文化教育という用語は、研究の世界では使用されることもあるが、実践の世界においては稀である。実践場面においては、それぞれ異なる概念であるグローバル教育、開発教育、平和教育、地球市民教育、国際教育、異文化間教育、市民性教育など、様々な教育運動、教育実践を織り交ぜたものを国際理解教育と呼ぶことが多い。

## 多文化教育とは
ここでは、ジェームズ・A・バンクス (James A. Banks)の定義(※1)に従い記述する。多文化教育の起源は、アメリカの公民権運動にある。アメリカの公民権運動は、尊厳、平等、自由といった西洋思想の理想によって導かれた。よって多文化教育がアメリカの非西洋的な人々にとって主導されてきたとしても、「多文化教育は西洋の産物である」(p.12)である。そのことからも分かるように、多文化教育が目指しているのは、西洋文化の駆逐などではなく、「社会の周辺に置かれた集団を西洋的制度や機関に完全に参加させ、またそれらを改革することによって、そのなかで実際に行われていることが民主主義の理想と一致するようにすること」(p.13)なのである。
多文化教育は分離主義的な性格など帯びていない。よって多文化教育にとって、アフリカ中心主義的なカリキュラムとは、西洋中心主義的なカリキュラムに対抗し、西洋文化を排除したカリキュラムを作成することなどではなく、既存のカリキュラムの中に「ヨーロッパ文明におけるアフリカの貢献が認められることを求めているにすぎない」(p.9)のである。加えて言えば、このアフリカ文化が西洋文化に寄与したことも事実ではあるが、同時にその「アフリカ系アメリカ人の文化は、アフリカの多様な文化的伝統とアメリカの先住民やヨーロッパ系エスニック集団の文化的伝統が入り混じりあうことによって生まれた」という事実も忘れてはならない。このように多文化教育における文化とは、真性たるものとして、純粋なものとして存在しているわけではなく、より相互依存的、相互作用的なものとして存在している。こういった前提に立ちながら、多文化教育は、一般的な日本の国際理解教育が目指している他者や外部集団の学習ではなく、「人びとが自分たちをよりよく見つめ、理解する機会を提供する」ものであり、そのような手順を経て、自己評価を高めていく学習者が他者とのつながりを深めていくことを目指しているのである。

## 多文化教育の5つのアプローチ
グラントとスリーターによれば、多文化教育には5つのアプローチが存在する。
- 異なる者および文化的背景を異にする者に対する教育
- 人間関係
- 単一集団研究
- 多文化教育
- 多文化的で社会構築主義的な教育

## 多文化教育とグローバル教育のインターフェース
グローバル教育と多文化教育は、普遍性と多元性をともに重要視する点で同様の可能性を秘めた教育理念である。しかしJ.コーガン(1999)が指摘するように、多文化教育は白人運動者中心で進められたグローバル教育に反対する形で誕生したという面も持つ。また同時にグローバル教育がどちらかと言えば普遍的な文化の創造を目指す一方、多文化教育は歪められた普遍的な文化の中から固有の文化の再発見を目指すという点で、両者は相反する教育理念とも考えることができる。実際多くの学者がグローバル教育を文字通りグローバルな視点を持つ理念、多文化教育をローカルの視点を持つ理念と捉えているように、一般認識上ではこの両教育理念は、まさに正反対の位置づけが行われているのである。
このような認識は、多文化教育への批判にも見て取ることができる。つまり多文化教育へ批判の多くが、それにより世界を分断するもの、つまり分離主義へと導く理念であるとの指摘である。つまりそこで考えられる多文化教育には、先ほど述べた普遍性を目指す多文化教育像が描かれておらず、両理念の間に2元的な乖離―普遍vs.多元―という構図ができあがってしまっているのである。
しかし現在のグローバルな流れとは、よく言われるように欧米化の傾向であり、決して普遍的な指向性を抱くものではない。つまりグローバル教育の目指すグローバルな世界とは異なるものであり、たとえ多文化教育が、既存のグローバルな傾向からの分離を目指す教育理念であったとしても、すぐにそれがグローバル教育との衝突を意味するものである。さらにはグローバル教育の目指すべき普遍的な文化とは、全く新しいものというよりは、世界中のあらゆる文化を内包した巨大な創造物であり、その前提には各文化が固有のもの持つことが前提とされている。そしてその大前提である固有の文化を保証しようとする運動が「多文化教育」であり、両者は補完的な間柄にあるのである。
その結果、研究者の中にはその同じ方向に目標を持つ両理念を関連づけて論じるものが現れつつある。まず80年代後半にジェームズ・リンチは多文化教育が、その境界を拡大し、様々な教育に共通する目標や概念を包括した「グローバル多文化教育」の必要性を述べている(James Lynch, 1989)。また日本の「ローバル教育研究者の魚住忠久は、「多文化教育」の実践の乏しい日本ではその役割を「グローバル教育」が果たすようになると論じている(魚住、1995)。また箕浦康子は「地球市民教育」を掲げ(箕浦, 1997)、「多文化教育」、開発教育、環境教育、人権教育、平和教育といった多様な概念を包括概念しての「地球的な視野に立つ多文化教育」と説明している。そのような中、森茂岳雄は、先のような類似性からの統合が固有の問題意識を薄めると懸念し、固有の課題を維持した上でのインターフェース(接続、結合)という概念を提示している(森茂, 2002)。